# Constantine (provins)
 For alternative betydninger, se Constantine. (Se også artikler, som begynder med Constantine)
Provinsen Constantine (arabisk: ولاية قسنطينة, berbisk: ⵛoⵏⵙⵜⴰⵏⵜⵉⵏⴻ) er en af Algeriets 48 provinser. Provinsen har et areal på 2.187 km2
og et indbyggertal på 938.475 (2008) indbyggere. Administrationscenteret er byen Constantine.